# Paweł Filas
Paweł Filas (ur. 1963  w Rabce-Zdroju) – polski poeta, performer, dziennikarz.
Studiował socjologię w Uniwersytecie Jagiellońskim oraz filozofię w Papieskiej Akademii Teologicznej .
Debiutował w 1990 roku w piśmie brulion . 
Wraz z Marcinem Świetlickim zredagował pierwszą antologię pokolenia zatytułowaną Przyszli barbarzyńcy. 
W latach 90. XX wieku był redaktorem naczelnym dwóch lokalnych czasopism: „Echa” i „Naszych Stron” .

## Książki poetyckie
- Grapefruity w naszych domach (brulion, 1992)
- Chrystus jako motyla trąbka, 2009

### Antologie
- Przyszli barbarzyńcy Kraków 1991
- Po Wojaczku Warszawa 1992
- Macie swoich poetów Warszawa 1996

## Nagrody
Nagroda za najlepszy niepublikowany debiut książkowy Ogólnopolskiego Festiwalu Poezji w Łodzi, 1987.